# Roseville (Illinois)
Roseville – wieś w Stanach Zjednoczonych, w stanie Illinois, w hrabstwie Warren.